# 肉刑

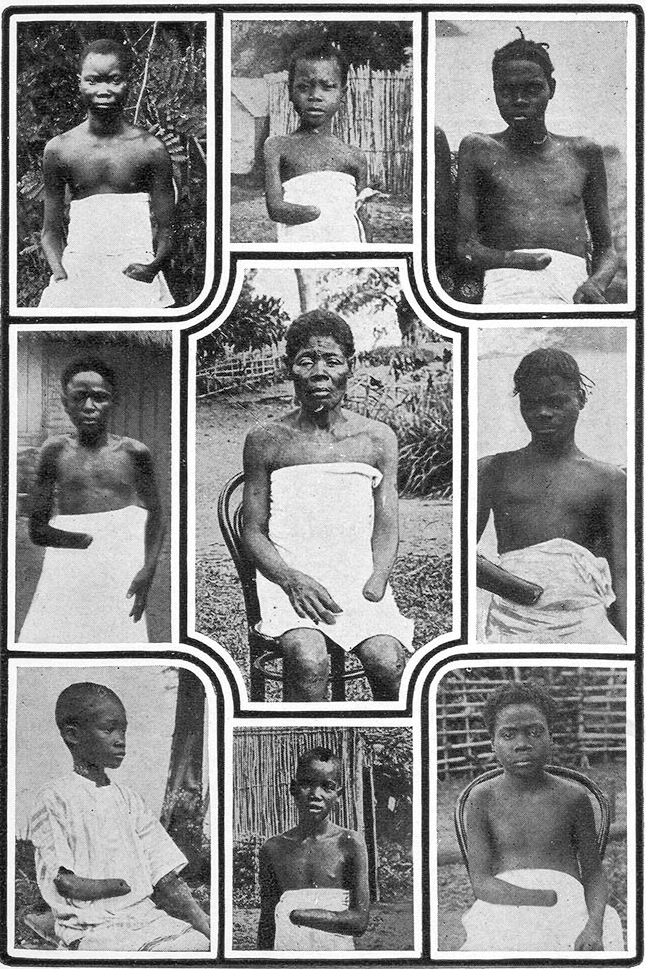
剛果自由邦被砍手的儿童

肉刑，是指通过对受刑者身体外部机能的残害，达到处罚目的。
部分肉刑对受刑者的伤害是不可逆转的，如腐刑、斬斷手腳的刑罰。中国古代的黥、劓、臏、腐、大辟（即死刑）等五刑，除了大辟外，其他四种又叫做肉刑（皆属于不可逆肉刑）。
目前大部分国家已经废除了肉刑。